# Фіксація доходів
Фіксація доходів, фіксація прибутку — фінансова операція на спекулятивних ринках, що полягає в повному чи частковому закриті позиції для монетизації отриманих прибутків. Таким чином вартість активу (для особи) вже не змінюється, фіксується на певному рівні.
Наприклад, особа, яка володіє певним активом (довга позиція), продає свою позицію частково або повністю. 
Метою фіксації доходів є максимізація прибутків та мінімізація ризиків інвестиційної діяльності. Наприклад, довгостроковий інвестор може продати частину позиції у фонді, який суттєво зріс у ціні, щоб зафіксувати свій прибуток і перерозподілити їх для зменшення ризиків. Короткостроковий трейдер може задати кілька рівнів цільових цін та закривати позицію частинами по мірі досягнення цих значень.
Найчастіше термін «фіксація доходів (прибутку)» використовується для опису операцій з цінними паперами на біржі. Втім його значення і використання значно ширше і його можна зустріти, наприклад, в описі операцій з нерухомістю та інше.